# Éditions Des femmes
Pour les articles homonymes, voir Femme (homonymie).
Les éditions Des femmes sont une maison d'édition lancée en 1972, principalement par des femmes du collectif « Psychanalyse et politique » animé par Antoinette Fouque, avec d'autres militantes du MLF, et financée par la mécène Sylvina Boissonnas. Elles proposent des œuvres rédigées par des femmes, sur les femmes ou pour les femmes centrées sur les problématiques liées à l'émancipation des femmes, la création et la réflexion féminines, et proposent également des livres audio.
La maison d'édition appartient à la société Soc Des femmes.

## Histoire
Les statuts de la Soc des Femmes (une société composée de vingt-et-une sociétaires à parts égales) sont déposés en décembre 1972,,. La première gérante est Yvonne Boissarie.
Marie-Claude Grumbach (11 décembre 1940 - 1er mai 2001) lui succède en juin 1974. À partir de 1979, les cessions de parts se font au profit des sociétaires Antoinette Fouque, Sylvina Boissonnas et Marie-Claude Grumbach, ce qui « représente un changement important car l'égalité qui était à la base de la S.A.R.L. est rompue ».
En 1979, Antoinette Fouque dépose le sigle MLF comme association loi de 1901 et marque commerciale, ce qui déclenche un scandale au sein des structures militantes. Alors que le MLF refuse « toute structuration hiérarchisante pour se dire ‘mouvement’ », les militantes s’en réclamant souffrent d’une mauvaise « identification collective engendrant des confusions et des prises de pouvoir abusives ». Vu comme une tentative d’usurper le mouvement à des fins commerciales, le dépôt suscite la colère. Une pétition signée par une soixantaine de groupes et une dizaine de maisons d’édition féministes appelle au boycott, qui fait grand bruit. Alors que les éditions Tierce publient Chroniques d’une imposture, du MLF à une marque déposée où Simone de Beauvoir signe la préface, la publication est condamnée pour concurrence déloyale par le tribunal de commerce de Paris, après un recours par la maison Des Femmes. Ainsi, une dualité du militantisme est visible dans le champ éditorial féministe, où les différentes tentatives de légitimation apparaissent dans la manière de publier les titres et dans une forme de concurrence.

## Catalogue

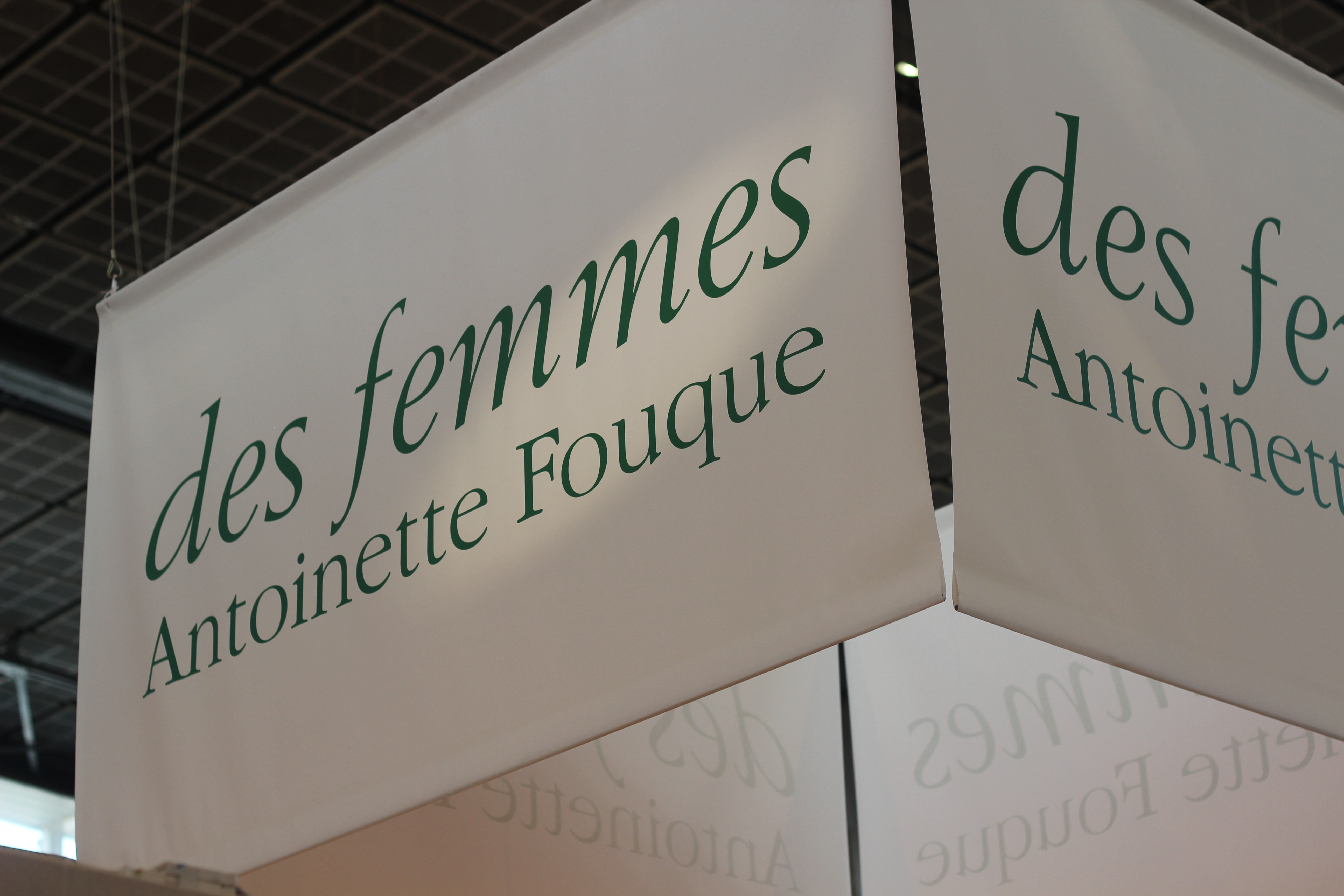
Stand au salon Livre Paris en 2015.

### Types de publications
Les éditions des femmes publient des auteurs français et étrangers, ainsi que des « écrits d'hier ». Les différentes collections sont orientées vers les sciences humaines (psychanalyse, sociologie, philosophie, histoire), la fiction, la biographie, les correspondances, la poésie, le théâtre, le récit (témoignages, mémoires), et aborde des thèmes multiples : condition féminine, lesbianisme, féminisme, histoire des femmes… 
Un des premiers succès de librairie est Hosto Blues de Victoria Thérame et le premier best-seller est Du côté des petites filles d'Elena Gianini Belotti, traduit de l'italien,.
Entre 1974 et 1979, l'écrivain Hélène Cixous publie huit titres de fiction, Souffles ; Portrait de Dora ; Partie ; Angst ; Préparatifs de noces au-delà de l'abîme ; Le Nom d'Œdipe, Chant du corps interdit ; Anankè et Vivre l'orange.
En 1993 sort un album de photos Catherine Deneuve, Portraits choisis, Une actrice et 28 photographes pour la lutte contre le sida, sous la responsabilité d'Antoinette Fouque et de Jean-Pierre Lavoignat pour Studio Magazine.
En 2007, la candidature de Ségolène Royal à la présidence de la République crée une nouvelle dynamique. Élisabeth Nicoli et Christine Villeneuve constituent une équipe internationale de mille cinq cents auteurs et cent cinquante directrices et directeurs de recherche pour rédiger les douze mille notices d'un Dictionnaire universel des créatrices, publié en 2013. En février 2014, Antoinette Fouque meurt ; Élisabeth Nicoli et Christine Villeneuve prennent la direction de la maison d'édition, avec Michèle Idels.

### Autrices publiées
Les éditions des femmes ont notamment publié des textes de :

#### Autrices francophones
- Etel Adnan
- Anne-Marie Alonzo
- Séverine Auffret
- Ella Balaert
- Sarah Bernhardt
- Gisèle Bienne
- Paule du Bouchet
- Claudie Cachard
- Michèle Causse
- Nadia Chafik
- Janine Chasseguet-Smirgel
- Chantal Chawaf
- Hélène Cixous
- Annie Cohen
- Marie Darrieussecq
- Claude Delay
- Assia Djebar
- Juliette Drouet
- Florence Dupont
- Claire de Duras
- Françoise d'Eaubonne
- Brigitte Favresse
- Xavière Gauthier
- Lise Gauvin
- Jeanne Hyvrard
- Élisabeth Janvier
- Pomme Jouffroy
- Denise Le Dantec
- Eugénie Lemoine-Luccioni
- Aïcha Lemsine
- Florence de Mèredieu
- Jacqueline Merville
- Tatiana Mukanire Bandalire
- Rachilde
- Anne Roche
- Danièle Sallenave
- George Sand
- Emma Santos
- Pinar Selek
- Geneviève Serreau
- Germaine de Staël
- Victoria Thérame
- Marcelle Tinayre
- Nicole Ward Jouve
- Catherine Weinzaepflen

#### Autrices étrangères
- Sibilla Aleramo
- Lou Andreas-Salomé
- Phyllis Chesler
- Angela Davis
- Zehra Doğan
- Hilda Doolittle
- Duong Thu Huong
- Andrea Dworkin
- Nawal El Saadawi
- Conceição Evaristo
- Susan Faludi
- Janet Frame
- Artemisia Gentileschi
- Elena Gianini Belotti
- Marija Gimbutas
- Heide Göttner-Abendroth
- Gayl Jones
- Clarice Lispector
- Catharine MacKinnon
- Kate Millett
- Margarete Mitscherlich
- Anaïs Nin
- Alina Nelega (ro)
- Martha Nussbaum
- Silvina Ocampo
- Victoria Ocampo
- Bertha Pappenheim
- Luciana Peker (es)
- Charlotte Perkins Gilman
- Nélida Piñon
- Alice Schwarzer
- Anne Sexton
- Mary Shelley
- Geetanjali Shree
- Yūko Tsushima
- Marina Tsvetaïeva
- Christa Wolf
- Virginia Woolf
- Luba Yakymtchouk

### Titres de presse
Le groupe Des femmes publie également des journaux : Le Quotidien des femmes (parution irrégulière de novembre 1974 à juin 1976), Des femmes en mouvements magazine mensuel (de décembre 1977 à janvier 1979) puis hebdomadaire (101 numéros avec interruption, d'octobre 1979 à juillet 1982).

## Librairie et galerie des femmes

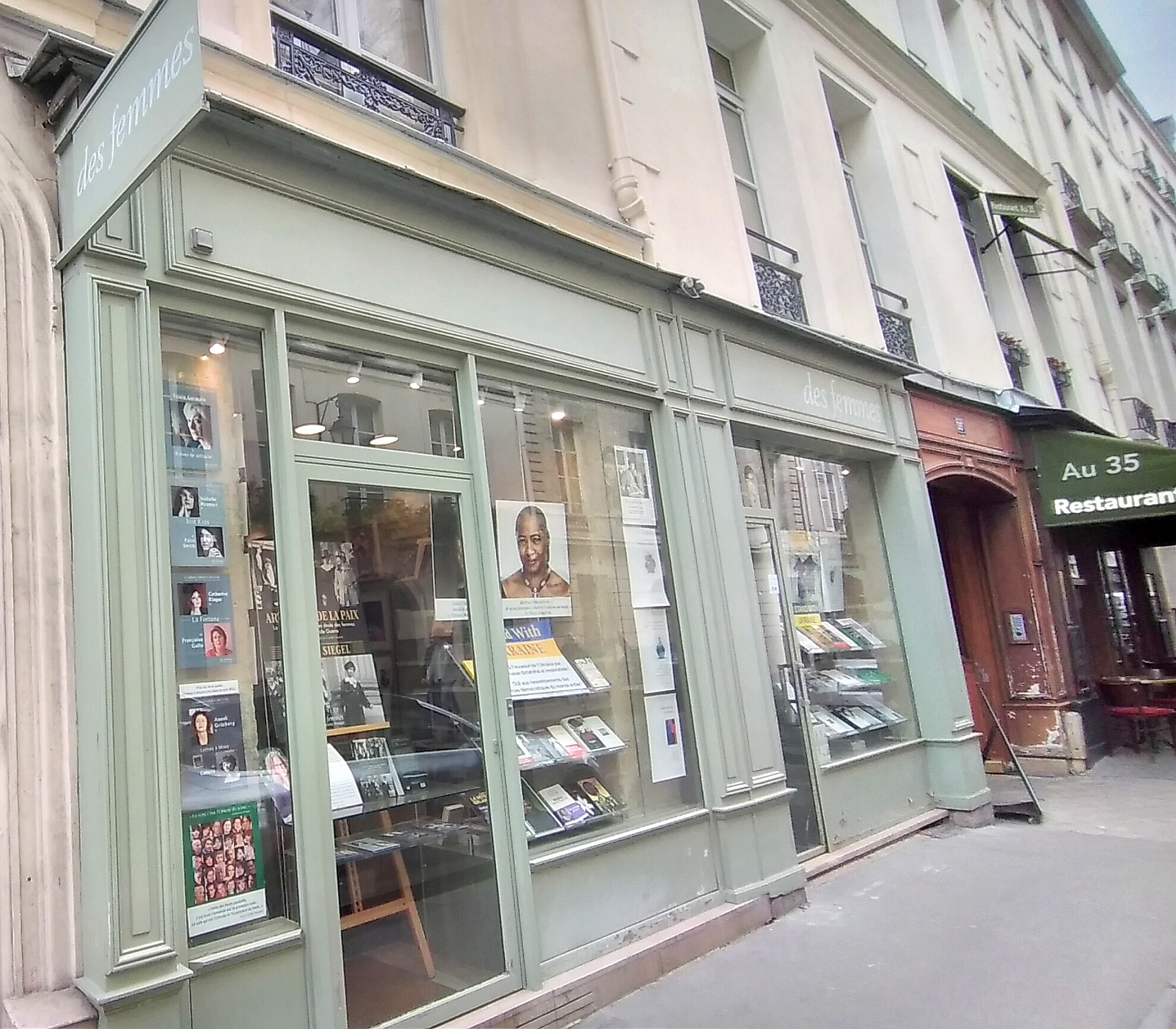
Vitrine de la Librairie Des femmes en avril 2022 à Paris.

La première librairie « Des femmes » est inaugurée à Paris le 30 mai 1974 au 68 rue des Saints-Pères, est transférée rue de Seine en 1981, où elle comprend une galerie d'art animée par Marie Dedieu, qui expose des artistes comme Sonia Delaunay, Milvia Maglione, Françoise Martinelli, Kate Millett, Michèle Knoblauch, Sophie Clavel, Tina Modotti, Claude Batho, Ilse Bing, Louise Nevelson, June Wayne, Popy Moreni, Marie Orensanz, Colette Alvarez-Urbajtel. Cette librairie-galerie ferme en 1999, et rouvre 33 rue Jacob, accompagnée d'un « espace des femmes ». Dans cette galerie, sont exposées des œuvres d'artistes comme Niki de Saint Phalle ou Colette Deblé.
En 1976, une librairie des femmes est ouverte à Marseille, puis à Lyon en 1977, mais ferment par la suite.

## Des femmes filment
En mars 1979, à Téhéran, Sylvina Boissonnas, Claudine Mulard, Michelle Muller et Sylviane Rey rejoignent la féministe américaine Kate Millett et la photographe canadienne Sophie Keir, et participent aux manifestations historiques des femmes iraniennes contre le port du voile islamique,,,. Mouvement de libération des femmes iraniennes, Année Zéro, un court-métrage documentaire, réalisé avec des femmes iraniennes et produit par Des Femmes filment, est projeté à Paris à la salle de la Mutualité le 22 mars, et un extrait est diffusé dans le journal de 20 heures d'Antenne 2, le 28 mars,,.